# Parc national Transbaïkal
Le parc national Transbaïkal (en russe : Забайкальский национальный парк, Zabaïkalski nationalny park) est un parc national russe. Il est situé près du lac Baïkal, en Bouriatie, dans le sud de la Sibérie.

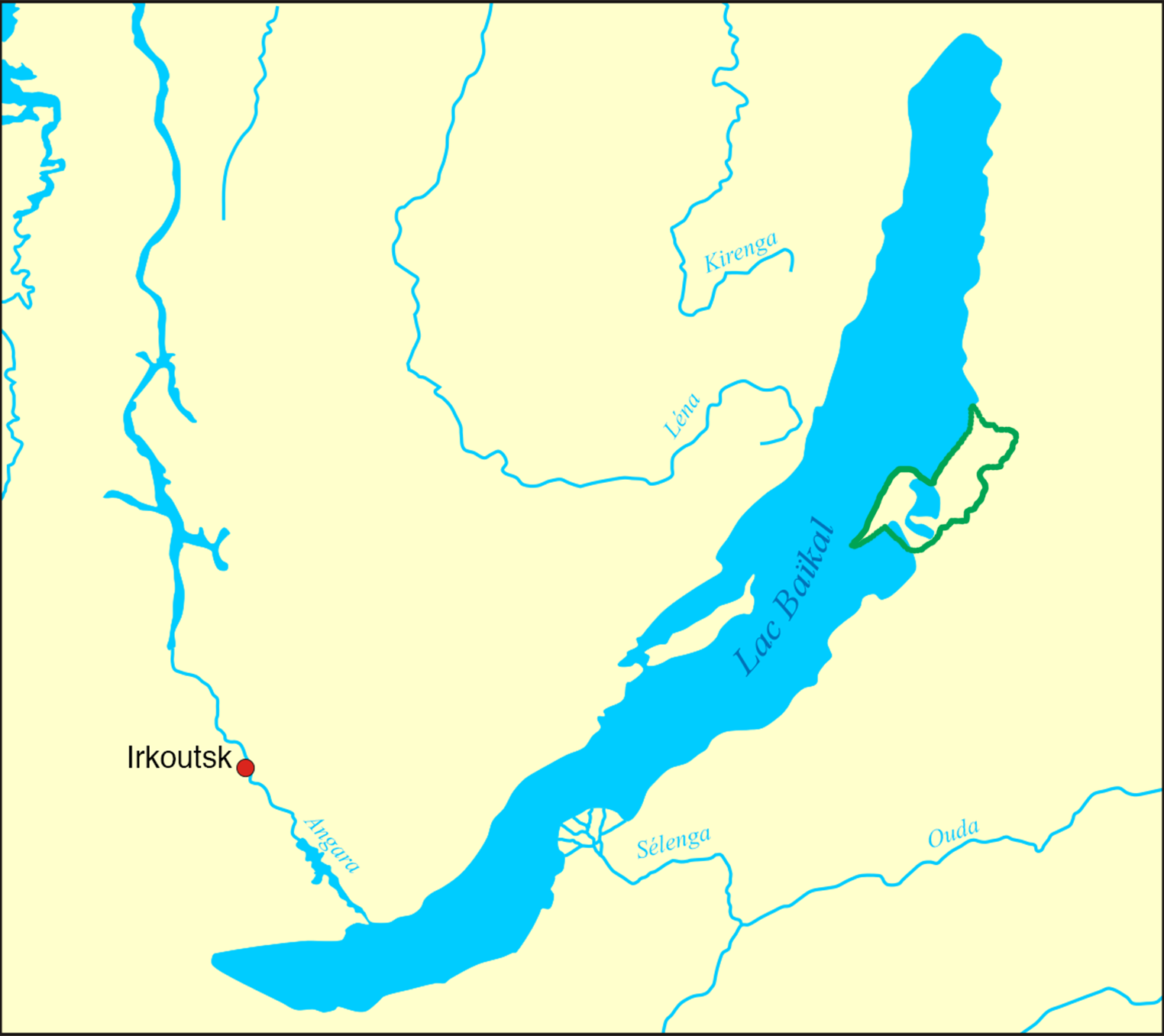
Délimitation du parc